# Jardinero (ropa)

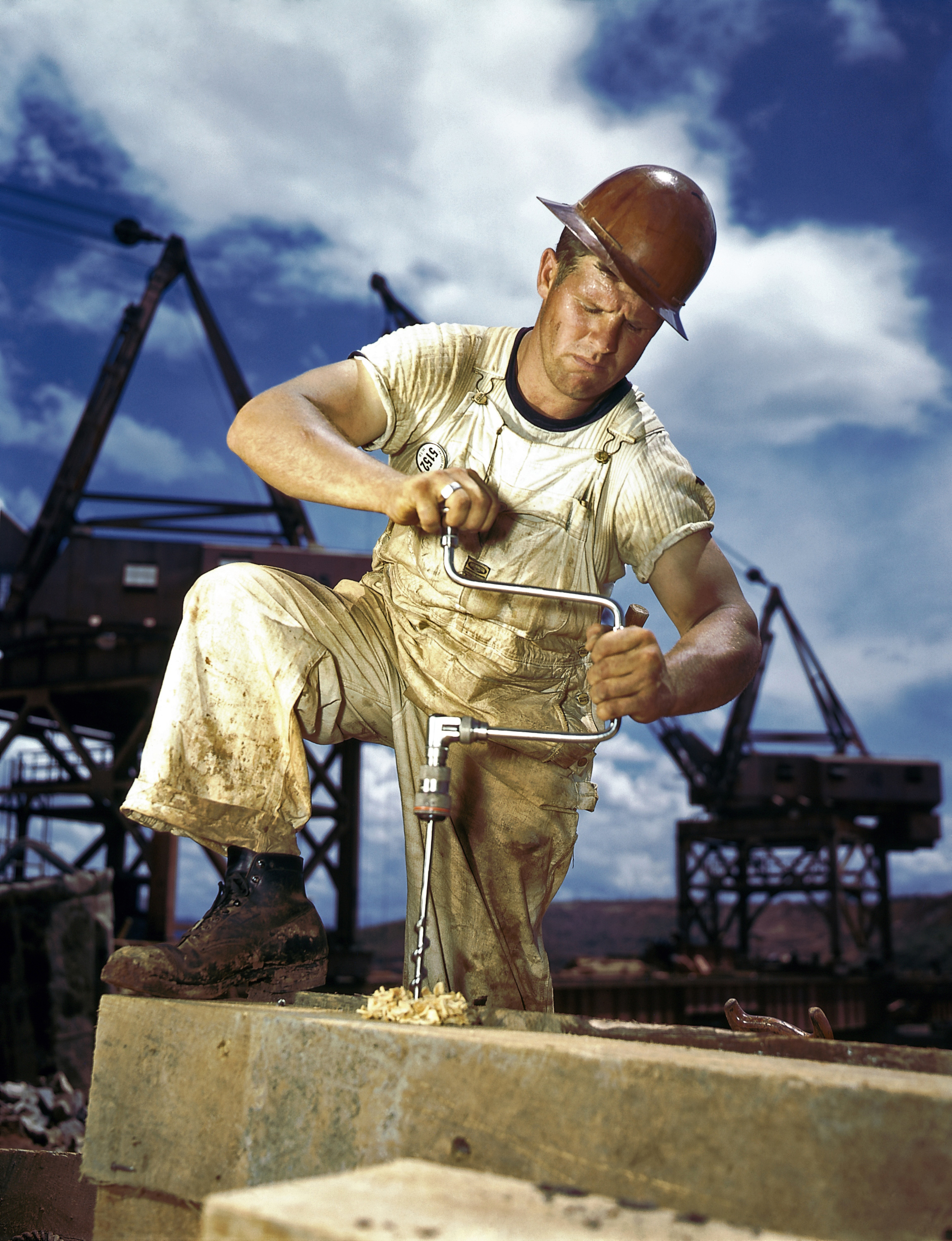
Un trabajador de la construcción vestido con peto.

El peto o pantalón de peto, denominados jardineros, overoles u ovejeros y de diversas maneras dependiendo del país o región son un tipo de prenda  que consiste en un  pantalón con un peto o pechera sin mangas y de tirantes,  está generalmente fabricado de mezclilla "jean" y tiene varios bolsillos. Aunque ideado originalmente como prenda de trabajo, es bastante popular su uso en niños y mujeres. No se debe confundir con los mamelucos.
Los jardineros u ovejeros se hicieron originalmente de mezclilla, pero también se pueden hacer de pana o tela china. Fueron inventados en la década de 1890 por Levi Strauss y Jacob Davis en Levi Strauss & Co., pero pasaron por una evolución para alcanzar su forma moderna. Inicialmente solo se usaba para ropa protectora en entornos de trabajo, se han convertido en una prenda de alta costura como "artículos de culto potenciales".

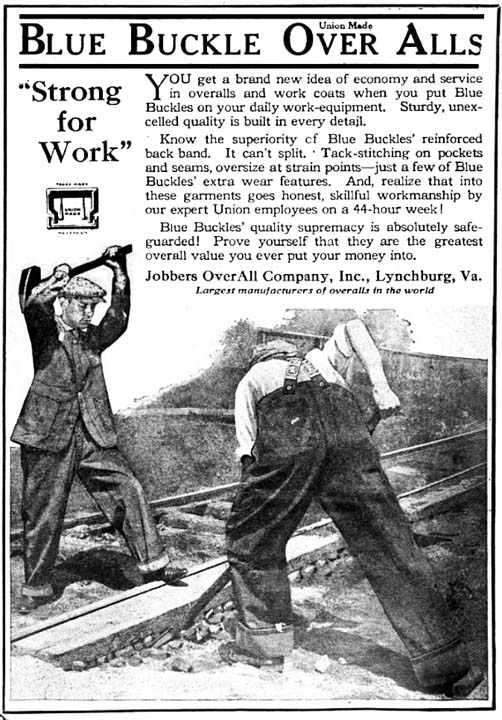
Un anuncio de 1920 publicado en el Brotherhood of Maintenance of Way Employees Journal, muestra a dos trabajadores del ferrocarril ajustando un carril, uno de los cuales lleva un pantalón de peto.

## Historia

### Principios
Los comienzos exactos del uso del jardinero no están claros, pero se mencionan en la literatura desde 1776 como una prenda de trabajo protectora que usan los esclavos.
La primera evidencia de que los overoles o jardineros fueron producidos en masa son los hechos por Levi Strauss y Jacob Davis en la década de 1890. Los primeros "jeans" que inventaron fueron en realidad jardineros ("jeans de cintura" o "jardineros de cintura alta"), que consisten en tirantes unidos a pantalones de mezclilla con botones. No había parte superior con una pechera. Desde el principio, esta ropa de mezclilla fueron prendas populares de los trabajadores debido a su durabilidad. De hecho, el eslogan de Levi, Strauss & Co. en los años 1880-1890 fue "Nunca se acaban, nunca se rasgan".
En 1911, Harry David Lee hizo el primer ovejero de peto o pechera, hecho de pantalones con bolsillos con un peto y correas sobre los hombros.
En 1927, Lee desarrolló un "sujetador sin gancho" y creó un  overol sin botones. Poco después, los botones de la liga se intercambiaron por trabillas para sujetar las correas por encima del hombro.

### La Gran Depresión
En la década de 1930, los segmentos más pobres de la población estadounidense usaban jardineros: agricultores, ovejeros, mineros, madereros y trabajadores del ferrocarril. Los usaban con mayor frecuencia hombres y chicos en el Sur de Los Estados Unidos y el Medio Oeste de Los Estados Unidos. Se pueden ver en muchas de las fotografías de Walker Evans.
Los jardineros (en diferentes colores y textiles) se han convertido en una prenda popular entre los jóvenes estadounidenses, desde la década de 1960 en adelante..

### Siglo 21

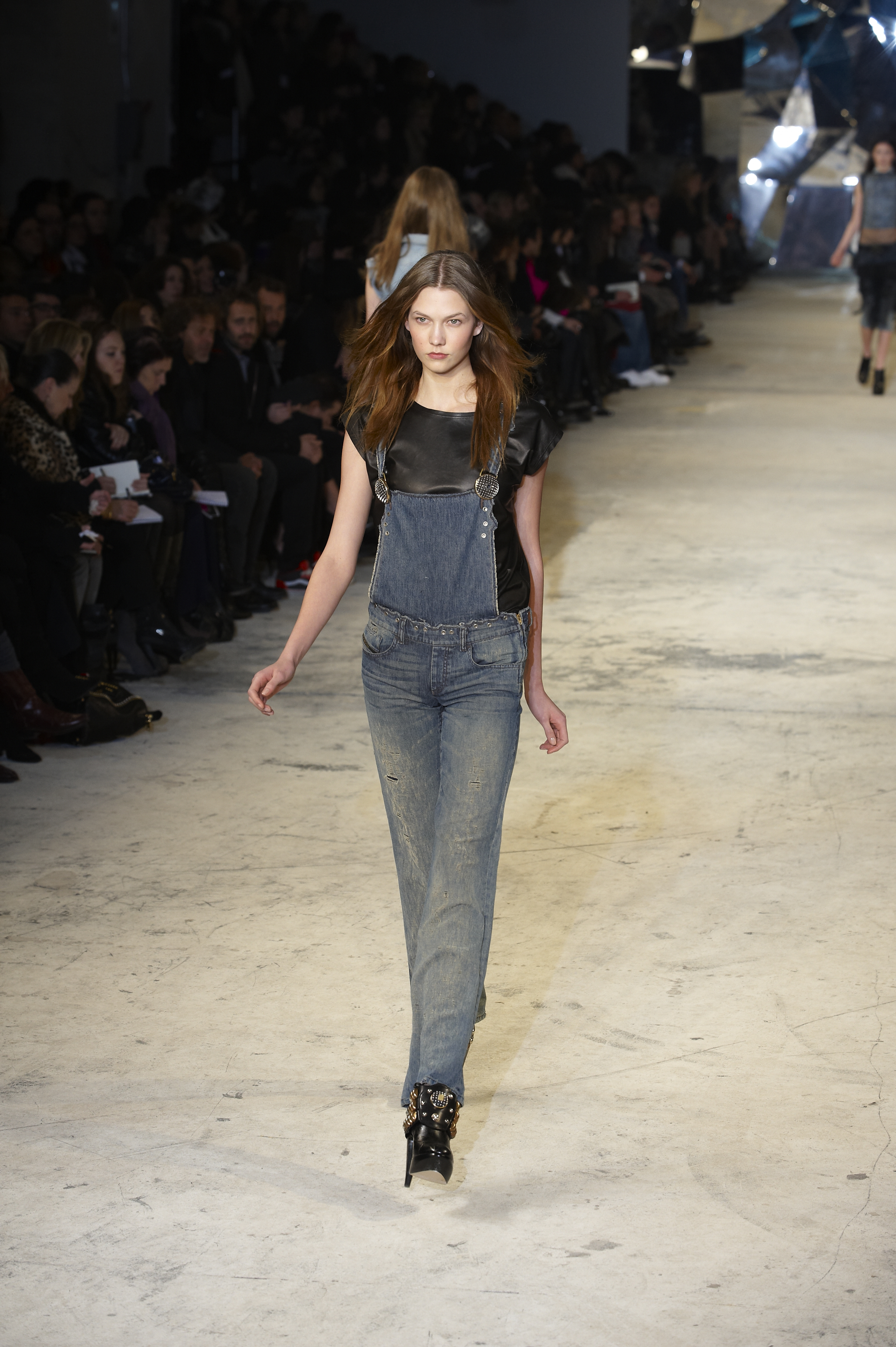
Colección de ovejeros Diesel Black Gold Fall/Winter 2010.

En el siglo XXI, los jardineros se han convertido en una prenda de alta costura. Diseñadores como Stella McCartney los presentan en colecciones listas para usar para mujeres y niños. Los ovejeros para niños de Stella McCartney se venden por hasta $ 138. Nordstrom Vende jardineros por hasta $1,080.

## Marcas
Lee's y Levi, Strauss & Co. no fueron las únicas compañías que fabricaron esta prenda a finales del siglo XIX y XX.
- Una de las marcas más antiguas de jardineros, OshKosh B'gosh, fundada en 1895 en Wisconsin, se especializó en ovejeros de peto con franjas de nogal (franjas azules y blancas). La compañía produjo esta prenda para niños a finales de la década de 1960.[6]
- Larned, Carter & Co., una compañía de Detroit, los llamaron los fabricantes Globales de jardineros más Grandes del "Mundo". Ellos comercializaron sus productos como uniformes para trabajadores de ferrocarril.[4]
- Uno de los mayores fabricantes en general fue Blue Bell, que comenzó en Carolina del Norte en 1904. Fue popular entre los trabajadores del ferrocarril.
- Jellico Clothing Manufacturing Co., más tarde renombrada como Big Ben, fue un competidor importante de Blue Bell. Big Ben compró Blue Bell en 1926 y continuó bajo el nombre de Blue Bell..[4]  Blue Bell luego compró la compañía de jardineros Casey Jones.[4]

## Prendas adaptadas del Jardinero.

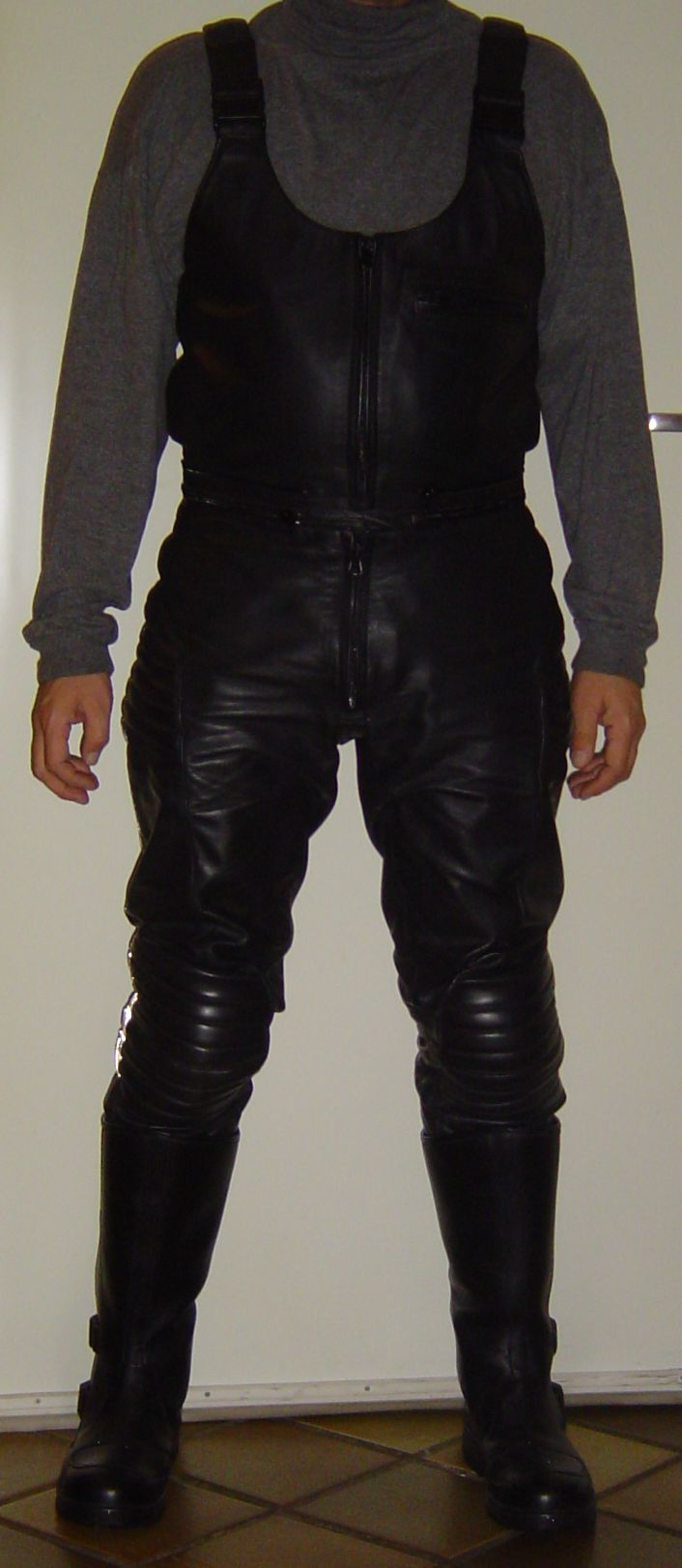
Jardinero para motociclista.

Jardinero corto o jardinero short (Una union de las palabras "cortos" y "jardinero") es la prenda adaptada por lo que la parte de la parte de debajo de la cintura es un pantalón Corto. Los niños pequeños pueden usarlos con broches en la entrepierna y las piernas para facilitar los cambios de pañal.
En jardineras, la parte de la prenda debajo de la cintura es una falda.  En jardineros capri, las piernas  son pantalones capri.
Salopettes es la palabra francesa para jardineros de peto y corsé. La palabra se usa para una prenda similar a un ovejero usado para navegar, esquiar, bucear y otras actividades pesadas. Están hechos de pantalones resistentes al viento y al agua, tradicionalmente con una cintura alta que llega hasta el pecho y se sostiene con tirantes ajustables en los hombros.
Históricamente, los "overoles" militares eran prendas sueltas que se usaban en el siglo XVIII y principios del siglo XIX sobre calzones y polainas de soldados cuando estaban en servicio activo o en cuarteles. Después de 1823, el término fue reemplazado por el de "pantalón" en los documentos del ejército británico, pero se conserva hasta el día de hoy en referencia a las prendas ajustadas atadas debajo del empeine, que se usan como parte del vestido y los uniformes completos de regimientos de caballería